# Phản đối săn bắn

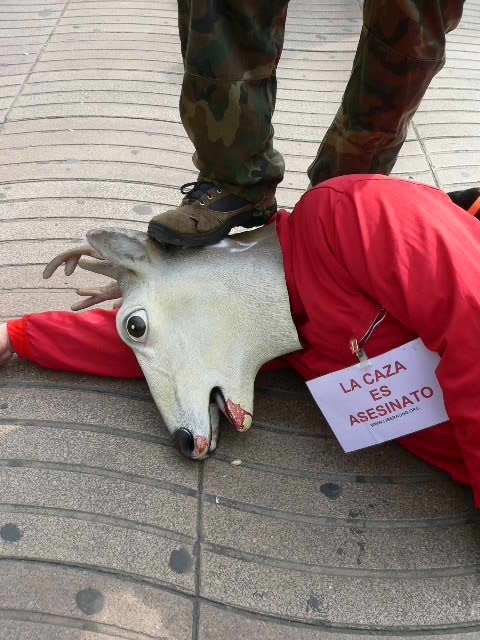
Biểu tình phản đối săn bắn ở Caza, Tây Ban Nha

Phản đối săn bắn (Opposition to hunting) là các hành vi, quan điểm, hoạt động (hoặc đơn lẻ hay có hệ thống) nhằm phản đối, biểu thị sự bất bình, chống đối, lên án các hành vi săn bắn động vật. Việc phản đối săn bắn được tán thành từ những người hoặc các nhóm phản đối hoạt động săn bắn, họ thường căn cứ vào các quy định của pháp luật về chống săn bắn và đôi khi thực hiện các hành vi bất tuân dân sự, chẳng hạn như phá hoại ngầm việc săn bắn hay hình thành các phong trào rộng khắp. Các nhà hoạt động vì quyền động vật cho rằng săn bắn cho mục đích thể thao gọi là săn bắn chiến phẩm là việc làm tàn nhẫn, không cần thiết và phi đạo đức. Họ nhận thấy nỗi đau, sự thống khổ và sự tàn ác gây ra cho những con vật bị săn đuổi như là con mồi.

## Tổng quan
Thuật ngữ chống săn bắn được sử dụng để mô tả những kẻ chống đối săn bắt được sử dụng rộng rãi từ những người chuyên săn lùng. Luật pháp về chống săn bắn (Luật động vật), chẳng hạn như Đạo luật săn bắn của Anh năm 2004, thường có thể phân biệt được với pháp luật về bảo tồn động vật hoang dã chẳng hạn như Đạo luật bảo vệ thú biển Hoa Kỳ bằng cách chúng tìm cách giảm thiểu hoặc ngăn chặn săn bắn vì những lý do liên quan đến hành vi tàn ác được nhận thức hay để điều chỉnh việc săn bắn để bảo tồn, mặc dù ranh giới của sự phân biệt đôi khi bị xóa nhòa trong các đạo luật cụ thể, ví dụ như khi các loài động vật có nguy cơ tuyệt chủng bị săn bắt.
Rất khó để so sánh sức mạnh của tình cảm biểu lộ đối với việc chống săn bắn ở các quốc gia khác nhau, ví dụ như vì từ "săn bắn" mang ý nghĩa khác nhau ở Anh và Hoa Kỳ. Tuy nhiên, có thể so sánh sức mạnh của phong trào chống săn bắn ở các quốc gia khác nhau, một số có tổ chức mạnh hơn, chẳng hạn như ở Anh, và một số gần như không có, chẳng hạn như New Zealand. Các ý kiến có thể rất khác nhau về các cuộc khảo sát khác nhau ngay cả trong cùng một quốc gia và như trong tất cả các nghiên cứu thị trường, cần phải xem xét các sự kiện gần đây tạo nên tin tức và từ ngữ của các câu hỏi, cả hai đều có thể ảnh hưởng đến kết quả chung

## Cơ sở

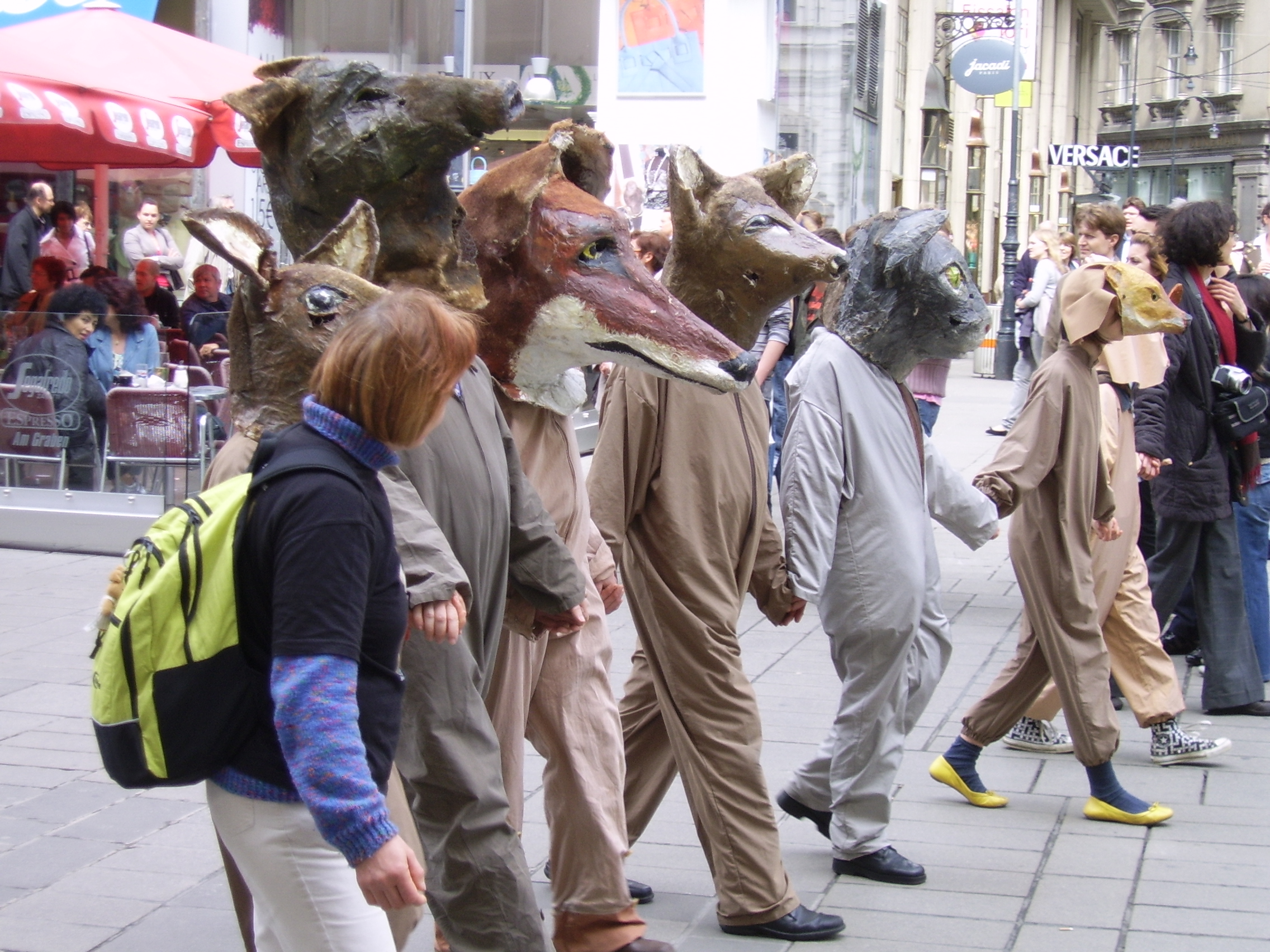
Phản đối săn thú hoang ở Áo

Gốc rễ của phong trào này cũng được làm rõ hơn từ sự phân tích của Burns Inquiry về sự phản đối săn bắn ở Anh bao gồm các tầng lớp xã hội, đôi khi được đề xuất như một yếu tố phân biệt giữa săn bắn ở Anh và săn bắn ở Hoa Kỳ là một trong nhiều mối quan tâm chống săn bắn. Hơn nữa, họ cho thấy bản thân phong trào chống săn bắn của Vương quốc Anh chỉ là một phần của phong trào phản đối cơ sở rộng lớn hơn đối với săn bắn ở Vương quốc Anh. Theo nhà sử học chính trị Michael Tichelar thì phản ứng của chính phủ Vương quốc Anh trước lời kêu gọi cấm săn bắn, đặc biệt là săn bắt thỏ, là để thể hiện sự ủng hộ của họ đối với lợi ích của nông dân, theo nhà sử học chính trị Michael Tichelar. Gần đây nhất là vào năm 2005, một tổ chức chống thỏ hoang đã gọi những người ủng hộ việc săn thỏ.
Một yếu tố đẳng cấp vắng bóng trong cuộc tranh luận săn bắn ở Hoa Kỳ, nơi không có nhiều sự khác biệt rõ ràng về đẳng cấp trong thói quen săn bắn. Thay vào đó, sự khác biệt trong quan điểm chống săn bắn liên quan đến sự lan rộng của đô thị và mật độ dân số ngày càng tăng. Do sự phong phú của đất công ở Hoa Kỳ, lên tới 75% đất ở một số tiểu bang, một người không cần phải giàu có để có thể tiếp cận đất có thể săn được ở những khu vực ít dân cư hơn. Quan điểm dân chủ về săn bắn ở Hoa Kỳ bắt đầu là kết quả của phản ứng chống lại luật của Anh hạn chế trò chơi vương quyền. Đây là một trong những khía cạnh của văn hóa Mỹ được hình thành do số lượng người tị nạn xâm lấn từ Vương quốc Anh và Ireland. Một sự khác biệt nữa giữa bối cảnh tranh luận về hoạt động săn bắn ở Anh và Mỹ là hoạt động săn bắn ở Mỹ thường được cấp phép bởi các cơ quan chính phủ, cung cấp doanh thu phí giấy phép. Ngược lại với điều này, săn bắn ở Anh nói chung chỉ cần sự cho phép của chủ đất hoặc chủ sở hữu quyền thể thao đối với đất đai của họ.